# District de Cheongsong
Le district de Cheongsong est un district de la province du Gyeongsang du Nord, en Corée du Sud.